# 奶油濃湯 (搞笑組合)
奶油濃湯（Cream Stew），日本搞笑組合，由上田晉也（吐槽擔當）和有田哲平（裝傻擔當）兩人組成。所屬經紀公司是NATURALEIGHT。
1991年結成組合，原名「海砂利水魚」（簡稱「海砂利」）。2001年改為現名，名字來源於有田很喜愛的食物「奶油濃湯」。
主持多個黃金檔節目，包括《只有30%的日本人知道!小常識大優越》、《閒聊007》、《Pekepon》、《世界第一最想上的課》等。

## 外部連結
- NATURALEIGHT 官方網站 （页面存档备份，存于）